# Laue-Bedingung
Die Laue-Bedingung, nach Max von Laue, ist eine zur Bragg-Bedingung äquivalente Beschreibung von Beugungseffekten an Kristallen. Sie gibt Auskunft über das Auftreten von Beugungsreflexen bei elastischer Streuung von Röntgenstrahlung, Elektronen oder Neutronen an Kristallen.
Zur Erklärung der Röntgenbeugung gibt es zwei äquivalente Ansätze. In beiden werden Kristalle als starre periodische Strukturen von mikroskopischen Objekten angesehen. Bei der Bragg-Theorie werden die Atome im Kristall in parallelen Gitterebenen mit konstantem Abstand angeordnet. An diesen Ebenen kommt es zur spiegelnden Reflexion der Strahlung. Bei der Von-Laue-Theorie geht man von anderen Annahmen aus:
- Beschreibe den Kristall als Bravaisgitter
- An den Gitterplätzen sitzen identische mikroskopische Objekte, die die einfallende Strahlung streuen
- Reflexe nur in Richtungen, für die von den Gitterpunkten gestreute Strahlung konstruktiv interferiert

Die Laue-Bedingung lautet: Man erhält genau dann konstruktive Interferenz, wenn die Änderung des Wellenvektors beim Streuprozess einem reziproken Gittervektor entspricht.
Die Laue-Bedingung geht vom reinen Kristallgitter (am Gitterpunkt ein punktförmiges Streuzentrum) aus und gibt an, in welcher Richtung Beugungsreflexe beobachtet werden können. Die relative Intensität der Reflexe hängt vom Aufbau der Basis, dem Streuvermögen der Basisatome und von der thermischen Bewegung der Atome ab. Dies wird durch den Strukturfaktor beschrieben.

## Herleitung

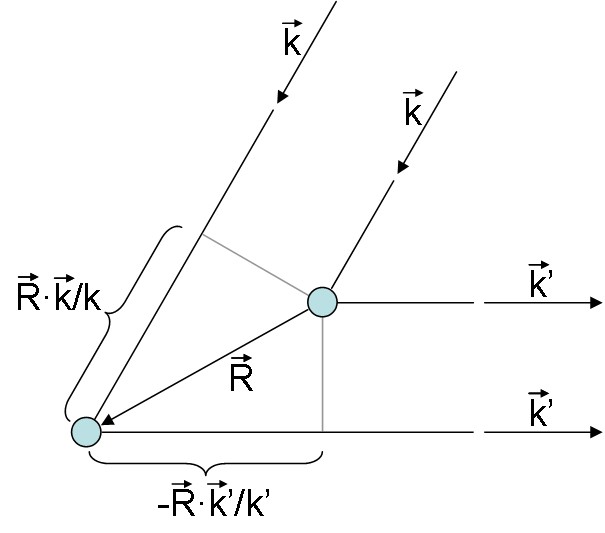
Laue-Bedingung

Der Abstand zweier Streuzentren (Gitterpunkte) ist ein Gittervektor {\displaystyle {\vec {R}}}. Der Wellenvektor der einfallenden Strahlung sei {\displaystyle {\vec {k}}}, der der gestreuten sei {\displaystyle {\vec {k}}'}. Damit ergibt sich folgender Gangunterschied (Wegdifferenz):
{\displaystyle \Delta x={\vec {R}}\cdot {\frac {\vec {k}}{k}}-{\vec {R}}\cdot {\frac {{\vec {k}}'}{k'}}}
Für konstruktive Interferenz muss der Gangunterschied ein ganzzahliges Vielfaches der Wellenlänge {\displaystyle \lambda } sein:
{\displaystyle \Delta x=m\lambda ,\quad m\in \mathbb {Z} }
Gleichsetzen liefert:
{\displaystyle {\vec {R}}\cdot \left({\frac {\vec {k}}{k}}-{\frac {{\vec {k}}'}{k'}}\right)=m\lambda }
Geht man von elastischer Streuung aus, ist die Wellenzahl des einfallenden und des reflektierten Strahls gleich: {\displaystyle k=k'={\frac {2\pi }{\lambda }}}. Für alle Gittervektoren {\displaystyle {\vec {R}}} muss gelten:
{\displaystyle {\vec {R}}\cdot \left({\vec {k}}-{\vec {k}}'\right)=2\pi m}   bzw. äquivalent   {\displaystyle e^{i\,{\vec {R}}\cdot ({\vec {k}}-{\vec {k}}')}=1}
Dies entspricht genau der Bestimmungsgleichung für reziproke Gittervektoren {\displaystyle {\vec {K}}}:
{\displaystyle e^{i\,{\vec {R}}\cdot {\vec {K}}}=1}
Die Laue-Bedingung lautet somit:
Man erhält genau dann konstruktive Interferenz, wenn die Änderung des Wellenvektors beim Streuprozess einem reziproken Gittervektor entspricht.
{\displaystyle {\vec {k}}-{\vec {k}}'={\vec {K}}}   bzw.   {\displaystyle \Delta {\vec {k}}={\vec {K}}}
Zur Veranschaulichung der Laue-Bedingung siehe Ewaldkugel.

## Laue-Gleichungen und Laue-Indizes
Reziproke Gittervektoren lassen sich als Linearkombination der primitiven Gittervektoren des reziproken Gitters {\displaystyle {\vec {b}}_{i}} ausdrücken, dabei sind {\displaystyle h_{i}\in \mathbb {Z} } die Laue-Indizes (s. u.):
{\displaystyle {\vec {K}}=h_{1}{\vec {b}}_{1}+h_{2}{\vec {b}}_{2}+h_{3}{\vec {b}}_{3}}
Ebenso lassen sich die Gittervektoren als Linearkombination der primitiven Gittervektoren {\displaystyle {\vec {a}}_{i}} darstellen mit {\displaystyle n_{i}\in \mathbb {Z} }:
{\displaystyle {\vec {R}}=n_{1}{\vec {a}}_{1}+n_{2}{\vec {a}}_{2}+n_{3}{\vec {a}}_{3}}
Das Skalarprodukt aus primitiven Gittervektoren des Ortsraums {\displaystyle {\vec {a}}_{j}} und des reziproken Raums {\displaystyle {\vec {b}}_{i}} ist:
{\displaystyle {\vec {b}}_{i}\cdot {\vec {a}}_{j}=2\pi \delta _{ij}\ ,}
wobei {\displaystyle \delta _{ij}} das Kronecker-Symbol ist.
Bildet man das Skalarprodukt der obigen Laue-Bedingung {\displaystyle \Delta {\vec {k}}={\vec {K}}} mit den primitiven Ortsvektoren, erhält man die drei Laue-Gleichungen:
{\displaystyle {\vec {a}}_{1}\cdot \Delta {\vec {k}}=2\pi h_{1}}
{\displaystyle {\vec {a}}_{2}\cdot \Delta {\vec {k}}=2\pi h_{2}}
{\displaystyle {\vec {a}}_{3}\cdot \Delta {\vec {k}}=2\pi h_{3}}
Die drei ganzen Zahlen {\displaystyle h_{1}h_{2}h_{3}} (normalerweise {\displaystyle h,k,l}, hier aber Verwechslungsgefahr mit Wellenzahl {\displaystyle k}, deswegen {\displaystyle h_{1},h_{2},h_{3}}) heißen dabei die Laue-Indizes. Die drei Gleichungen definieren jeweils einen Kegel (für h=0 zu einer Ebene entartet). Damit alle Bedingungen erfüllt sind, müssen sich drei Kegelflächen in dieser Raumrichtung zusammentreffen. Dadurch werden die punktförmigen Interferenzmuster der Röntgenbeugung an Kristallgittern erklärt und indiziert. Zeitgleich mit Laue stellten W.H. Bragg und W.L. Bragg die Bragg-Bedingung {\displaystyle n\lambda =2d\sin \theta } für die Reflexion an parallelen Flächen im Abstand d auf. Auch wenn die Herangehensweisen von Laue (Beugung in alle Raumrichtungen) und Bragg (Reflexion) verschieden sind, sind die beiden Effekte äquivalent: Hat die Schar von Netzebenen, die in der Bragg-Bedingung gerade den Abstand d haben, im Kristall die Millerschen Indizes (hkl), so hat der Interferenzpunkt die Laue-Indizes nh nk nl, die Laue-Indizes sind also gerade das n-fache der Miller-Indizes. Aufgrund des Zusammenhangs mit der Bragg-Reflexion werden die Laue-Indizes gelegentlich auch als Bragg-Indizes bezeichnet.

## Alternative Formulierung der Laue-Bedingung
Man kann die Laue-Bedingung noch in alternativer Form schreiben. Man quadriere die Laue-Bedingung {\displaystyle {\vec {k}}'={\vec {k}}-{\vec {K}}} und benutze {\displaystyle k=k'} (elastische Beugung):
{\displaystyle k^{2}=k^{2}-2{\vec {k}}\cdot {\vec {K}}+K^{2}}   also   {\displaystyle {\vec {k}}\cdot {\vec {K}}={\frac {1}{2}}K^{2}}
Teile durch {\displaystyle K}:
{\displaystyle {\vec {k}}\cdot {\frac {\vec {K}}{K}}={\frac {1}{2}}K}
Für ein gegebenes {\displaystyle {\vec {K}}} ist dies eine Ebenengleichung in der Hesse-Normalenform. Die Projektion von {\displaystyle {\vec {k}}} auf die Richtung von {\displaystyle {\vec {K}}/K} ist konstant {\displaystyle K/2}. Ein Wellenvektor der einfallenden Strahlung {\displaystyle {\vec {k}}} erfüllt die Laue-Bedingung, wenn seine Spitze in einer Bragg-Ebene liegt. Eine Bragg-Ebene ist die mittelsenkrechte Ebene auf der Verbindungslinie zwischen dem Ursprung im reziproken Raum und einem Punkt {\displaystyle {\vec {K}}}. Diese Ebenengleichung entspricht für benachbarte Punkte im reziproken Raum der Konstruktionsvorschrift der Wigner-Seitz-Zelle des reziproken Gitters (erste Brillouin-Zone).
Daraus folgt die Alternative Formulierung der Laue-Bedingung: Man erhält genau dann konstruktive Interferenz, wenn die Spitze des einfallenden Wellenvektors auf dem Rand einer Brillouin-Zone liegt.

## Äquivalenz von Laue- und Bragg-Bedingung

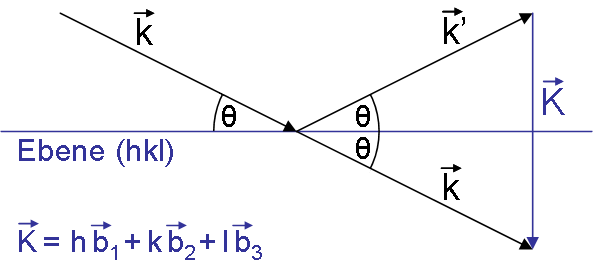
Laue- und Bragg-Bedingung

Geht man von {\displaystyle {\vec {k}}\cdot {\vec {K}}=K^{2}/2} und {\displaystyle {\vec {K}}={\vec {k}}-{\vec {k}}'} aus, so ergibt sich:
{\displaystyle {\vec {k}}\cdot ({\vec {k}}-{\vec {k}}')={\frac {1}{2}}K^{2}}
Der Winkel zwischen {\displaystyle {\vec {k}}} und {\displaystyle {\vec {k}}'} sei {\displaystyle 2\Theta \,}:
{\displaystyle k^{2}\underbrace {\left(1-\cos(2\Theta )\right)} _{2\sin ^{2}(\Theta )}={\frac {1}{2}}K^{2}}
mit {\displaystyle {\vec {k}}^{2}={\vec {k}}'^{2}} und Kosinussatz
Radizieren liefert:
{\displaystyle 2k\sin(\Theta )=K\,}
Das Skalarprodukt zwischen einem reziproken Gittervektor und einem Gittervektor ergibt:
{\displaystyle 2\pi n={\vec {K}}\cdot {\vec {R}}=K\underbrace {R\cos(\alpha )} _{d},\quad n\in \mathbb {Z} }   somit   {\displaystyle K={\frac {2\pi n}{d}}}
Für ein gegebenes {\displaystyle {\vec {K}}} ist dies eine Ebenengleichung für eine Gitterebene, wobei {\displaystyle {\vec {K}}} senkrecht auf dieser Ebene steht. Schreibt sich {\displaystyle {\vec {K}}} als folgende Linearkombination {\displaystyle {\vec {K}}=h_{1}{\vec {b}}_{1}+h_{2}{\vec {b}}_{2}+h_{3}{\vec {b}}_{3}}, so steht der Vektor senkrecht auf der Gitterebene {\displaystyle (h_{1},h_{2},h_{3})}. Der Gitterebenenabstand {\displaystyle d} ist
{\displaystyle d={\frac {2\pi }{K}}={\frac {2\pi }{|h_{1}{\vec {b}}_{1}+h_{2}{\vec {b}}_{2}+h_{3}{\vec {b}}_{3}|}}}.
Mit {\displaystyle k=2\pi /\lambda } und {\displaystyle K=2\pi n/d} erhält man aus {\displaystyle 2k\sin(\Theta )=K} die Bragg-Bedingung (n entspricht der Ordnung des Beugungsreflexes):
{\displaystyle 2d\sin(\Theta )=n\lambda \,}
Beugungsreflex
- nach Laue: Änderung des Wellenvektors um reziproken Gittervektor {\displaystyle {\vec {K}}}
- nach Bragg: Reflexion an Netzebenenschar des Kristallgitters, die senkrecht zu {\displaystyle {\vec {K}}} steht und deren Abstand {\displaystyle d={\frac {2\pi }{K}}} beträgt.